# Adrienne Rich
Adrienne Rich (født 16. maj 1929 i Baltimore, Maryland, død 27. marts 2012 i Santa Cruz, Californien) var en amerikansk forfatter. Hun debuterede i 1951 med digtsamlingen A Change of World.